# Trofeul Popeci
Il Trofeul Popeci è un torneo di tennis che si gioca a Craiova in Romania. Fa parte dell'ITF Women's Circuit dal 2007 e si gioca su campi in terra rossa.

## Albo d'oro

### Singolare
| Anno                | Campionessa             | Finalista         | Punteggio        |
| ------------------- | ----------------------- | ----------------- | ---------------- |
| 2013                | Kristína Kučová         | Alberta Brianti   | 7–5, 3–6, 6–4    |
| 2012                | María-Teresa Torró-Flor | Andreea Mitu      | 6–3, 6–4         |
| ↑ ITF 50K+H event ↑ |                         |                   |                  |
| 2011                | Mihaela Buzărnescu      | Annalisa Bona     | 6–2, 3–6, 6–4    |
| ↑ ITF 25K event ↑   |                         |                   |                  |
| 2010                | Alexandra Cadanțu       | Mădălina Gojnea   | 5–7, 6–3, 6–0    |
| 2009                | Cristina Stancu         | Tanya Germanlieva | 6–4, 3–6, 6–2    |
| 2008                | Valentina Sulpizio      | Agnese Zucchini   | 6–2, 6–4         |
| 2007                | Mailen Auroux           | Chayenne Ewijk    | 6(3)–7, 6–2, 6–2 |
| ↑ ITF 10K event ↑   |                         |                   |                  |

### Doppio
| Anno                | Campionesse                            | Finaliste                              | Punteggio             |
| ------------------- | -------------------------------------- | -------------------------------------- | --------------------- |
| 2013                | Alice Balducci Katarzyna Kawa          | Diana Buzean Christina Shakovets       | 3–6, 7–6(7–3), [10–8] |
| 2012                | Renata Voráčová Lenka Wienerová        | Paula Kania Irina Chromačëva           | 2–6, 6–3, [10–6]      |
| ↑ ITF 50K+H event ↑ |                                        |                                        |                       |
| 2011                | Diana Enache Daniëlle Harmsen          | Elena Bogdan Mihaela Buzărnescu        | 4–6, 7–6(5), [10–6]   |
| ↑ ITF 25K event ↑   |                                        |                                        |                       |
| 2010                | Alexandra Cadanțu Alexandra Damaschin  | Tanya Germanlieva Dessislava Mladenova | 6–3, 6–3              |
| 2009                | Dessislava Mladenova Tanya Germanlieva | Simona Matei Nataša Zorić              | 4–6, 6–1, [10–7]      |
| 2008                | Laura Ioana Andrei Diana Enache        | Irina-Camelia Begu Alexandra Damaschin | 6–3, 6–1              |
| 2007                | Andrea Benítez María Irigoyen          | Mailen Auroux Vanesa Furlanetto        | 6–3, 6–4              |
| ↑ ITF 10K event ↑   |                                        |                                        |                       |